# Sclerophrys perreti
Sclerophrys perreti – gatunek afrykańskiego płaza bezogonowego z rodziny ropuchowatych (Bufonidae).

## Taksonomia
Gatunek był w przeszłości zaliczany do rodzaju Bufo. W 2006 roku Frost i inni przenieśli go do rodzaju Amietophrynus. Ohler i Dubois w 2016 roku wykazali, że nazwa Amietophrynus jest młodszym synonimem nazwy Sclerophrys.

## Występowanie
Jest to endemit udokumentowany jedynie na Wzgórzach Idanre w nigeryjskim stanie Ondo.
Zwierzę żyje wśród gnejsów i ostańców w lesie tropikalnym, nie zapuszczając się na sawannę.

## Rozmnażanie
W przeciwieństwie do wielu innych gatunków płazów Sclerophrys perreti nie składa jaj bezpośrednio do wody, lecz w środowisku lądowym. Kijanki osiągają potem zbiornik wodny, czołgając się do niego po mokrej, nachylonej skale.

## Status
W Czerwonej księdze gatunków zagrożonych IUCN płaz ten od 2017 roku klasyfikowany jest jako gatunek krytycznie zagrożony (CR, ang. Critically Endangered); wcześniej, od 2004 roku uznawano go za gatunek narażony (VU, ang. Vulnerable).
Gatunek jest liczny w swym bardzo niewielkim, szacowanym na zaledwie 23 km² zasięgu występowania, zwłaszcza kijanki w czasie rozrodu. Trend populacyjny jest spadkowy.
Płaz żyje na terenie, w którym ma miejsce wycinka drzew i działalność rolnicza na małą skalę. Niepokoi też ograniczony zasięg, na jakim się go spotyka. W związku z tym istnieje potrzeba ochrony tych miejsc i monitoringu populacji.